# Манекен (кукла)
Вижте пояснителната страница за други значения на Манекен.
Манекен (на френски: mannequin – „модел, представящ дрехи“ и на нидерландски: manneken – „малък човек“) – е модел на човешка фигура, използван от художниците.
В началото с „манекен“ се е означавало жив човек, впоследствие френската и понякога английската дума се е използвала в смисъл на „изкуствен човек“. От 1931 г. манекен е изкуствена човешка фигура, показваща облекло.